# Tududuh
Tududuh is een Nederlandse band uit Utrecht, die ontstaan is rond singer-songwriter Ronald Straetemans. Bij het maken van Tududuh 1, kreeg Straetemans hulp van Vincent Lemmen en Wouter Rentema van GEM. In 2010 toerde de band samen met Solo door Duitsland.

## Bezetting
Diverse artiesten hebben in de bezetting van de band gezeten:
- Ronald Straetemans (zang en gitaar)
- Michael McFadden (synthesizer, gitaar, achtergrondzang)
- Nick Brennan (beats, synthesizer, basgitaar)
- Jelte Heringa (gitaar, synthesizer, achtergrondzang)
- Ro Halfhide (percussie, achtergrondzang)
- Vincent Lemmen (leadgitaar)
- Wouter Rentema (drums)
- Johan Wulterkens (basgitaar)

## Discografie
- Tududuh 1 (oktober 2008)
- Tududuh 2 (juni 2009)
- Tududuh 3 (november 2009)